# Jip Smit
Jip Smit is een Nederlands actrice en theatermaker.

## Carrière
Smit studeerde aan de Amsterdamse Toneelschool en Kleinkunstacademie. In het theater was ze onder meer te zien in de musical Hij Gelooft in Mij, naast Huub Stapel in Napoleon op Sint-Helena en in Alex Klaasens Showponies. Ook speelde ze in verschillende producties van Toneelgroep Amsterdam. In 2020 maakte ze haar eerste soloprogramma Motherland.
Smit speelde de titelrol in de telefilm Moos (2016) en behoorde tot het musicalensemble van het eerste seizoen van Even tot hier. In de bioscoop was ze te zien in films als Toen was geluk heel gewoon, Bella Donna's en Taal is zeg maar echt mijn ding. Op de televisie speelt ze de dochter van Hans Tuitert in de serie Tweede Hans.